# St. Wilhadi (Stade)

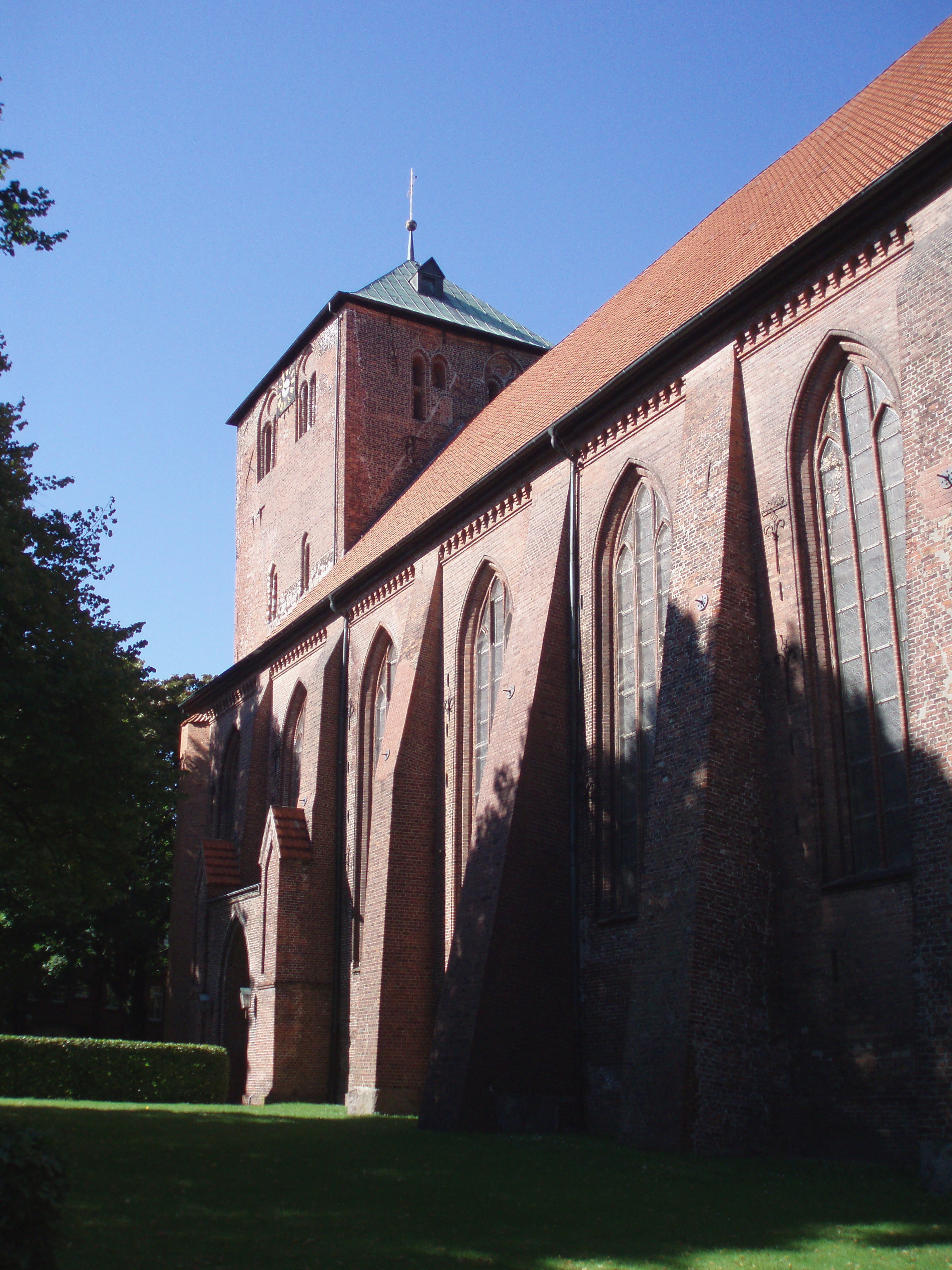
St. Wilhadi

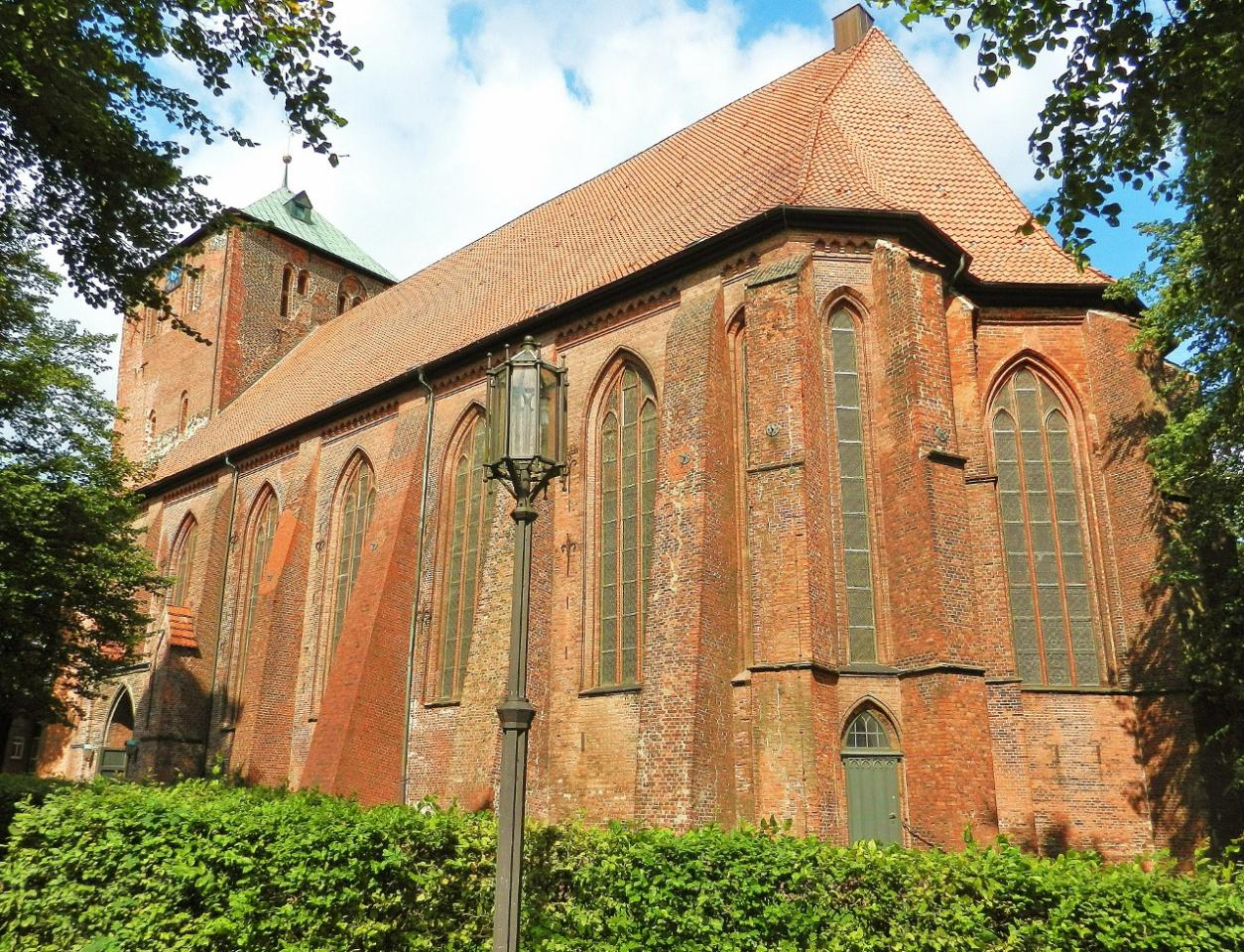
Südseite

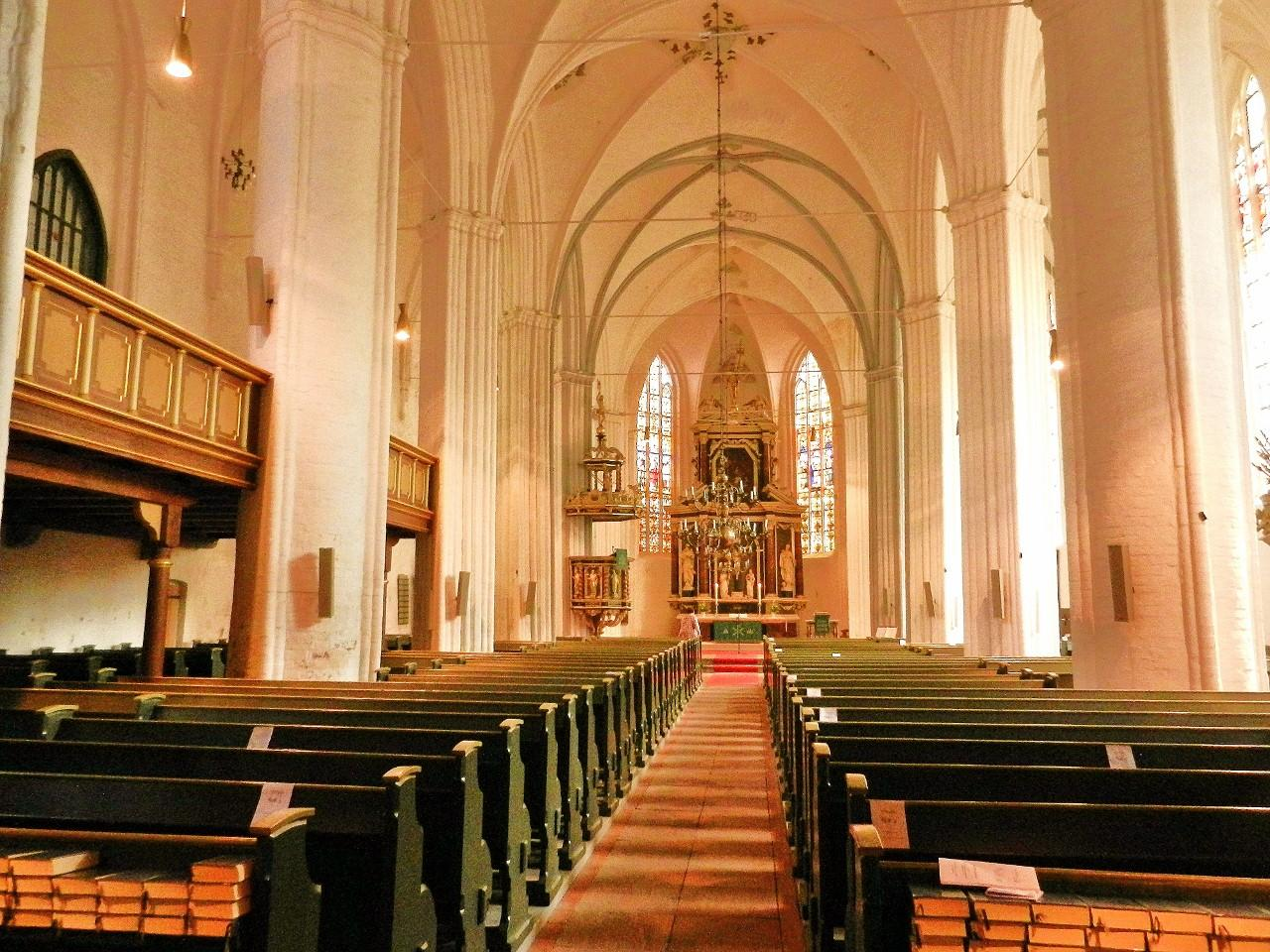
Inneres

Die evangelisch-lutherische Kirche St. Wilhadi in Stade ist neben St. Cosmae et Damiani eine von zwei Kirchen im Kernbereich der Hansestadt. Ferner ist sie die Hauptkirche des Sprengels Stade, der zur Evangelisch-lutherischen Landeskirche Hannovers zählt.

## Geschichte und Architektur
Einen Vorgängerbau der heutigen St.-Wilhadi-Kirche gab es bereits seit dem 11. Jahrhundert. Die heutige dreischiffige gotische Hallenkirche stammt aus dem 14. Jahrhundert, der Westturm hat seine Ursprünge sogar im 13. Jahrhundert. Die Kirche ist seit 1529 lutherisch. Die letzte Renovierung des Kircheninneren wurde 2017 abgeschlossen.
Die Kirche ist eine dreischiffige gewölbte Hallenkirche aus Backstein mit dreiapsidialem Ostabschluss; jede Apsis endet mit Fünfachtelschluss. Das Langhaus ist sechsjochig, im Westen ist ein quadratischer Turm vorgesetzt und im Norden an das nördliche Seitenschiff ein zweijochiges, eingewölbtes Brauthaus angebaut. Der älteste Teil ist der Westturm, der vermutlich noch aus dem 13. Jahrhundert stammt. Seine Erdgeschosshalle öffnete sich einst zu einem Mittelschiff, das niedriger als das heutige war und vermutlich zu einer Basilika gehörte. In den Jahren zwischen 1320 und 1350 wurden die drei östlichen Apsiden und die drei östlichen Langhausjoche erbaut. Der Grundrisstyp ist verwandt mit der Petrikirche, während formale Gestaltungsprinzipien von der Jakobikirche in Hamburg übernommen wurden.
Im Dachraum sind die Spuren einer provisorischen Westwand sichtbar. Der Weiterbau erfolgte frühestens ab 1360 mit veränderten Einzelformen. Bis etwa 1400 wurden die drei westlichen Joche mit dem Brauthaus fertiggestellt.
Im Jahr 1511 brannte der Turm und erhielt im Jahr 1576 einen neuen Pyramidenhelm. Im Jahr 1659 wurden beim großen Stadtbrand die Turmspitze und die Dächer zerstört, das Innere brannte total aus, die Gewölbe blieben jedoch erhalten. Im Jahr 1667 wurde durch Ratszimmermeister Andreas Henne ein prachtvoller barocker Turmhelm erbaut, der 1712 beim Bombardement der Stadt wiederum beschädigt und 1724 infolge eines Blitzschlags vernichtet wurde. Danach erhielt der Turm das heutige flache Pyramidendach mit einer Wetterfahne und der Jahreszahl 1765.
Im 18. Jahrhundert erfolgte nach zunehmendem baulichem Verfall in den Jahren 1774–1780 eine erste Renovierung und Erneuerung einzelner Gewölbe durch den Moorkommissar Jürgen Christian Findorff. In den Jahren 1860–1876 wurde eine durchgreifende Instandsetzung nach Gutachten und Entwürfen von Conrad Wilhelm Hase vorgenommen, wobei etwa drei Viertel des Mauerwerks von Langhaus und Chor durch eine bis zu 60 cm starke Außenhaut aus kleinformatigen Ziegeln verkleidet wurden. Ferner wurden dabei die westlichen Seitenschiffsgiebel, die Portale am Turm und in den Seitenapsiden, die Chorstrebepfeiler und sämtliche Fensterlaibungen und Maßwerkstäbe erneuert. Dennoch blieb trotz dieser umfassenden Erneuerungen der mittelalterliche Charakter der Kirche anders als in den neugotisch wirkenden Kirchen von Buxtehude und Harsefeld erhalten.
Auch der in den Jahren 1989–1990 grundlegend renovierte Innenraum hat den Charakter einer Hallenkirche des 14. Jahrhunderts mit allen wesentlichen Bauformen bewahrt. Der stilistische Wechsel der Bauformen zwischen den drei östlichen und drei westlichen Jochen ist am deutlichsten in den Pfeilerformen zu erkennen. Im Osten wurden die Pfeiler als Kreuzpfeiler mit abgeschrägten Kanten, in den Winkeln eingestellten Runddiensten und vor den Stirnflächen Dienstbündeln aus drei miteinander verschmolzenen Runddiensten gestaltet. Im Westen stehen wuchtige Rundpfeiler, die im Kern rund 40 cm stärker als die östlichen Pfeiler sind und mit vier ebenfalls dreiteiligen Dienstbündeln versehen sind. Der Wechsel ist auch in den Arkaden- und Rippenprofilen zu beobachten. Die polygonalen Sandsteinsockel aller Freipfeiler und Wanddienste wurden in den Jahren 1875–1876 erneuert, wobei die ursprünglichen zum Teil darunter in der Aufschüttung des Fußbodens erhalten sind. Die Kapitelle wurden 1860 in Stuck erneuert; deren schlichte Kelchform mit reich profilierter Deckplatte entspricht dem Original, wie der Vergleich mit unveränderten Resten hinter der Orgel beweist. Die im Mittelschiff bis zu einer Höhe von 13,60 m aufsteigenden Gewölbe sind vierteilig mit gebusten Kappen ausgebildet; die Rippen und die Gurtbögen sind nur in den Ostjochen gestelzt. Im Putz des dritten Mittelschiffsgewölbes ist die Jahreszahl 1661 zu finden, die auf die Innenputzerneuerung nach dem Brand im Jahr 1659 zu beziehen ist.
Das Innere des zweijochigen Brauthauses wurde in den Jahren 1882–1884 durch Einziehen einer Zwischendecke in zwei Geschosse unterteilt. Das westliche Joch des Erdgeschosses dient als Vorhalle zum gotischen Portal an der Nordwand des Langhauses. Das östliche, durch eine Wand abgetrennte Joch ist in zwei Gruftkammern mit Tonnengewölbe aufgeteilt, die nördliche Kammer wird durch ein von Pilastern gerahmtes Rundbogenportal mit Giebel aus der zweiten Hälfte des 18. Jahrhunderts erschlossen; ähnlich ist das reichere südliche Portal mit Pilastern und schwerem Gebälk gebildet, seitlich sind zwei Nischen und Medaillons mit flachen Reliefs eingelassen. Der obere Raum des Brauthauses ist seit 1884 Konfirmandensaal. Die bis dahin bis zum Erdboden reichenden Wanddienste haben das gleiche Profil wie diejenigen des Langhauses. Sie werden durch bemerkenswerte Kopfkonsolen mit polygonalen Deckplatten aus Naturstein aus der Zeit um 1360 (ähnlich der Ellerndorfkapelle von St. Marien in Uelzen und dem Chor des Bardowicker Doms) aufgenommen, auf denen je ein junges und ein altes Menschenpaar dargestellt ist. Die Gewölbe des Brauthauses sind 4 m niedriger als diejenigen des Langhauses, zwischen beiden Räumen gab es ursprünglich Fensteröffnungen. Im östlichen Gewölbeschlussstein ist ein Relief des Christuslammes, im westlichen ein Pelikan dargestellt.

## Ausstattung
Die Fenster sind mit einer neugotischen Verglasung versehen, die teils auf die Jahre 1895, 1905–1907 und 1910 datiert ist.
Der Hauptaltar stammt aus dem Jahr 1660 aus einer Hamburger Werkstatt. Er reicht bis ins Gewölbe und zeigt einen klar gegliederten zweigeschossigen Aufbau mit ionisierenden Säulen und gesprengtem Giebel, im Hauptgeschoss ist eine plastische Kreuzigungsgruppe zwischen Markus und Matthäus dargestellt; darüber befindet sich ein Grablegungsgemälde zwischen den auf den Giebelschrägen liegenden Evangelisten Lukas und Johannes; als Bekrönung ist der Auferstandene zu sehen.
Im gleichen Jahr wurde die ursprünglich auf einer Figur des Mose ruhende Kanzel geliefert, die heute durch eine Konsole von 1875 gestützt wird; an den Ecken des polygonalen Korbes sind gewundene Säulen angebracht, in den Feldern und an der um den Pfeiler herumgeführten Treppe sind der Salvator und neun Apostel zu sehen, auf dem Schalldeckel ein Engel mit den Arma Christi und der Heilige Willehad.
Ein Epitaph des Johannes von Pahlen († 1685) wurde 1686 errichtet und zeigt im prachtvollen Akanthusrahmen ein ovales Ölgemälde mit der Auferstehung und seitlichen zwei weiblichen Figuren, darüber das Brustbild des Verstorbenen und der Auferstandene. Das Epitaph des Detloff von Rantzow († 1724) besteht aus einer Wappenkartusche mit Kriegsemblemen aus dem Jahr 1735. Das Epitaph des Ludwig Bernhard Lucius († 1737) zeigt einen Architekturrahmen mit Wappenkartuschen und Kriegsemblemen.
Eine Altardecke von 1665 ist mit auf (erneuertem) rotem Samt aufgesetzten metalldurchwirkten Borten geschmückt und zeigt in der Mitte das Wappen derer von Königsmarck. Von den drei prachtvollen Kronleuchtern hat nur der östliche aus der zweiten Hälfte des 16. Jahrhunderts stammende den Brand von 1659 überstanden, der mittlere wurde um 1660, der westliche in der zweiten Hälfte des 17. Jahrhunderts geschaffen.
Ein Modell des Kirchturms St. Wilhadi wurde 1667 vermutlich von Andreas Henne geschaffen. Ein wertvoller Kelch stammt aus dem Jahr 1639 vom Meister Detlev Junge aus Stade.

## Orgeln

### Hauptorgel

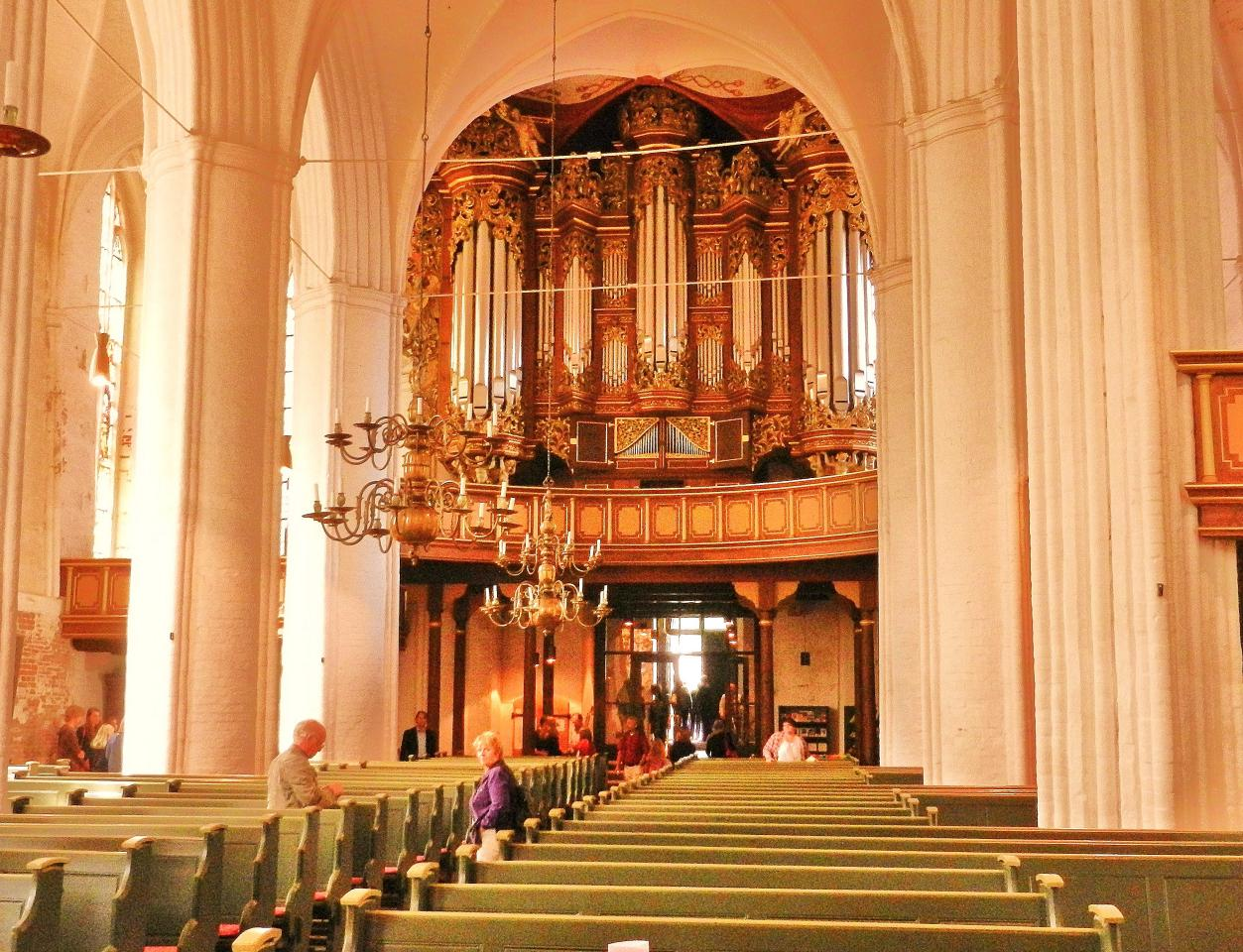
Orgel

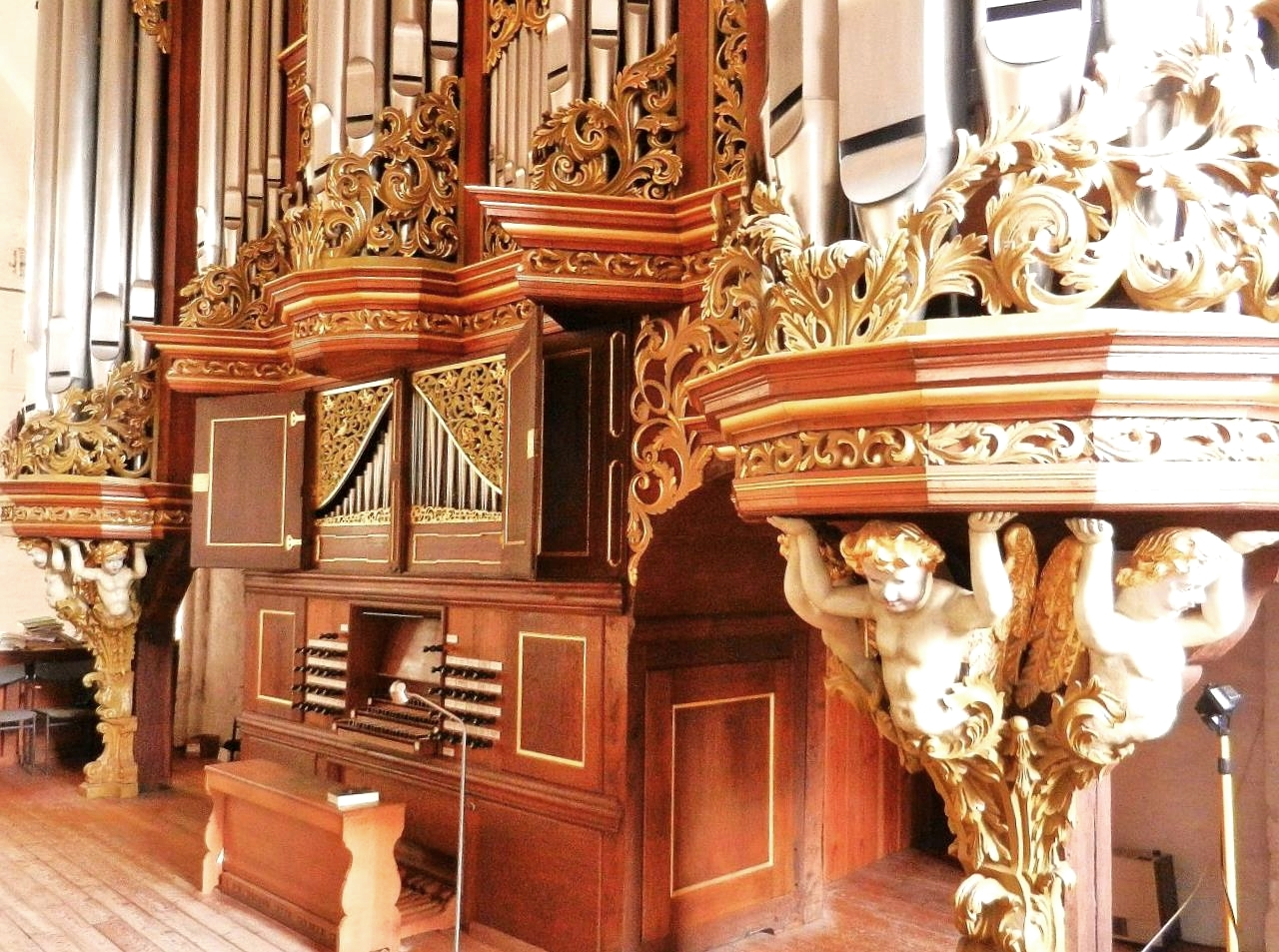
Spieltisch mit den Pedaltürmen

Bereits im Jahr 1322 ist eine Orgel des Barbiers Berthold nachgewiesen. Beim Stadtbrand im Jahr 1659 verbrannte auch die damalige Orgel, die 1673–1676 Berendt Hus ersetzte und nach seinem Tod 1678 Arp Schnitger vollendete (III/P/46). Infolge eines Blitzschlags im Jahr 1724 wurden Kirchturm und Orgel zerstört. Das heutige Instrument baute Erasmus Bielfeldt in den Jahren 1731 bis 1736. Sie verfügt über 40 Register, die auf drei Manuale und Pedal verteilt sind. Eine typische norddeutsche Barockorgel weist zwar ein Rückpositiv auf, jedoch bevorzugte Bielfeldt in St. Wilhadi stattdessen ein Hinterwerk. Um dieses Werk wurde 1894 von Heinrich Röver ein Schwellkasten, im Sinne der Romantik, gebaut. 1937 wurde dies Werk dann als Rückpositiv erst ohne Gehäuse auf die Empore gestellt und 1961–1963 ein Gehäuse gebaut, das in die Empore eingegliedert wurde. Jürgen Ahrend restaurierte die Orgel im Jahr 1990 und führte sie wieder auf den barocken Zustand zurück. In der dazwischenliegenden Zeit durch Umbauten und Kriegseinwirkung verloren gegangene Register und Pfeifen wurden nach alten Vorbildern ergänzt oder rekonstruiert. Das Rückpositiv erhielt wieder seinen ursprünglichen Platz als Hinterwerk. Die Disposition lautet wie folgt:
| I Hauptwerk CD–c3 |                |     |     |
| 1.                | Principal      | 16′ | A   |
| 2.                | Quintatön      | 16′ | B   |
| 3.                | Octave         | 8′  | B   |
| 4.                | Viola da Gamba | 8′  | A/B |
| 5.                | Gedact         | 8′  | B   |
| 6.                | Octave         | 4′  | B   |
| 7.                | Nashat         | 3′  | B   |
| 8.                | Octave         | 2′  | B   |
| 9.                | Mixtur IV–VI   |     | A   |
| 10.               | Cimbel III     |     | A   |
| 11.               | Trompete       | 16′ | B   |
| 12.               | Trompete       | 8′  | B   |

| II Brustwerk CD–c3 |               |       |     |
| 13.                | Flute douce   | 8′    | B   |
| 14.                | Octave        | 4′    | A   |
| 15.                | Flute douce   | 4′    | B   |
| 16.                | Superoctave   | 2′    | B/A |
| 17.                | Quinte        | 1 ⁄2′ | A   |
| 18.                | Scharf III–IV |       | A   |
| 19.                | Dulcian       | 8′    | B   |
| 20.                | Schalmey      | 4′    | A   |

| III Hinterwerk CD–c3 |                 |     |     |
| 21.                  | Octav           | 8′  | B/A |
| 22.                  | Rohrflöte       | 8′  | A/B |
| 23.                  | Quintadena      | 8′  | B   |
| 24.                  | Octave          | 4′  | B   |
| 25.                  | Quinte          | 3′  | B   |
| 26.                  | Octave          | 2′  | A   |
| 27.                  | Sesquialtera II |     | A   |
| 28.                  | Scharff III–IV  |     | A   |
| 29.                  | Fagott          | 16′ | B   |
| 30.                  | Vox humana      | 8′  | A   |

| Pedalwerk CD–d1 |                 |     |     |
| 31.             | Principal       | 16′ | A/B |
| 32.             | Subbaß          | 16′ | B   |
| 33.             | Octave          | 8′  | B   |
| 34.             | Octave          | 4′  | B   |
| 35.             | Rauschquinte II |     | B   |
| 36.             | Mixtur IV–V     |     | A   |
| 37.             | Posaune         | 16′ | B   |
| 38.             | Trompete        | 8′  | B   |
| 39.             | Trompete        | 4′  | A   |
| 40.             | Trompete        | 2′  | A   |

A = Jürgen Ahrend (1990)
B = Erasmus Bielfeldt (1736)
- Koppeln: II/I
- Neben- und Effektregister: Tremulant (ganze Orgel), zwei Zimbelsterne
- Tonhöhe: a1 = 473 Hz bei 16 °C
- Stimmung: Werckmeister II modifiziert

### Chororgel
Im März 2019 wurde die Chororgel von Jens Steinhoff im französisch-romantischen Stil links von der Kanzel im Seitenschiff aufgebaut. Das Instrument verfügt über 19 Register, die auf zwei Manuale und Pedal verteilt sind. Drei Register sind Extensionen, hinzu kommen drei Transmissionen. Die Disposition lautet wie folgt:
| I Grand Orgue C–a3 |     |
| Bourdon            | 16′ |
| Montre             | 8′  |
| Flûte harmonique   | 8′  |
| Bourdon (Ext.)     | 8′  |
| Salicional         | 8′  |
| Prestant           | 4′  |

| II Récit expressif C–a3 |        |
| Cor de nuit             | 8′     |
| Viole de gambe          | 8′     |
| Voix céleste            | 8′     |
| Flûte octaviante        | 4′     |
| Nazard                  | 2 ⁄3′  |
| Octavin                 | 2′     |
| Tierce                  | 1 3⁄5′ |
| Plein jeu               | 1 ⁄3′  |
| Trompette harmonique    | 8′     |
| Basson hautbois         | 8′     |

| Pédale C–f1             |     |
| Soubasse (Ext.)         | 32′ |
| Soubasse                | 16′ |
| Violoncelle (aus Récit) | 8′  |
| Flûte (aus Récit)       | 8′  |
| Bombarde (Ext.)         | 16′ |
| Trompette (aus Récit)   | 8′  |

- Koppeln: I/II, II/I, I 16′, I 4′, II 16′, II 4′, II/I 16′, II/I 4′, I/P, II/P, II/P 4′

## Glocken
Der Turm beherbergt ein dreistimmiges Geläut. Die älteste Glocke von 1725 ist zugleich die größte mit einer Masse von ca. 3.300 kg. Thomas Riedeweg goss sie mit einer sehr schweren Rippe. Die mittlere Glocke von 1978 stammt aus der Heidelberger Glockengießerei und die kleinste Glocke von 1967 aus der Glockengießerei Rincker in Sinn.  
| Nr. | Gussjahr | Gießer, Gussort                          | Masse (kg) | Durchmesser (mm) | Schlagton (HT-1/16) |
| --- | -------- | ---------------------------------------- | ---------- | ---------------- | ------------------- |
| 1   | 1725     | Thomas Riedeweg, Hannover                | 3300       | 1700             | c1 -3               |
| 2   | 1978     | Heidelberger Glockengießerei, Heidelberg | 1967       | 1394             | d1 -1               |
| 3   | 1967     | Rincker, Sinn                            | 1374       | 1300             | e1 +2               |

## Geistliche
- Nicolaus Langerhans (1634–1684), Pastor 1672 bis 1677